# Hermann-Josef Kaltenborn
Hermann-Josef Kaltenborn (né le 1er janvier 1921 à Essen et mort le 29 mars 1999 à Stolberg) fut bourgmestre de Stolberg de 1979 à 1989.